# Selección del representante de España en Eurovisión
La Selección del representante de España en Eurovisión es el método por el que se elige a la persona(s) y la canción de dicho país para el Festival de la Canción de Eurovisión. Este evento se celebra una vez al año y, a lo largo de su historia, ha recibido diferentes nombres como Eurofestival, Festival de la canción española, Voces a 45, Eurocanción, Destino Eurovisión, Misión Eurovisión, Salvemos Eurovision, Objetivo Eurovisión o Mira quién va a Eurovisión, entre otros. Asimismo, sus galas más famosas fueron las del año 1971, llamada Pasaporte a Dublín, y las que se celebraron entre 2002 y 2004, así como en 2018 y 2019, para las cuales se utilizó el formato Operación triunfo. Desde 2022, RTVE estableció una preselección fija a través del Benidorm Fest.
Las finales nacionales, las cuales cuentan con un jurado de expertos en la música (compositores, músicos, etc.) y donde se otorgan los puntos de la misma manera que en Eurovisión, se han celebrado treinta y dos veces, ya sea para elegir al artista y la canción o solamente esta última: en el año 1961, 1962, 1964, 1965, 1969, 1970, 1971, 1976, 2000, 2001, 2002, 2003, 2004, 2005, 2007, 2008, 2009, 2010, 2011, 2012, 2013, 2014, 2016, 2017, 2018, 2019, 2021, 2022, 2023, 2024, 2025 y 2026. En las otras treinta y tres ocasiones, las canciones y sus intérpretes han sido elegidos de forma interna por RTVE.